# Потічок (Замойський повіт)
Потічок (або Поточок, Поточек, пол. Potoczek) — село в Польщі, у гміні Адамів Замойського повіту Люблінського воєводства. Населення — 193 особи (2011).

## Історія

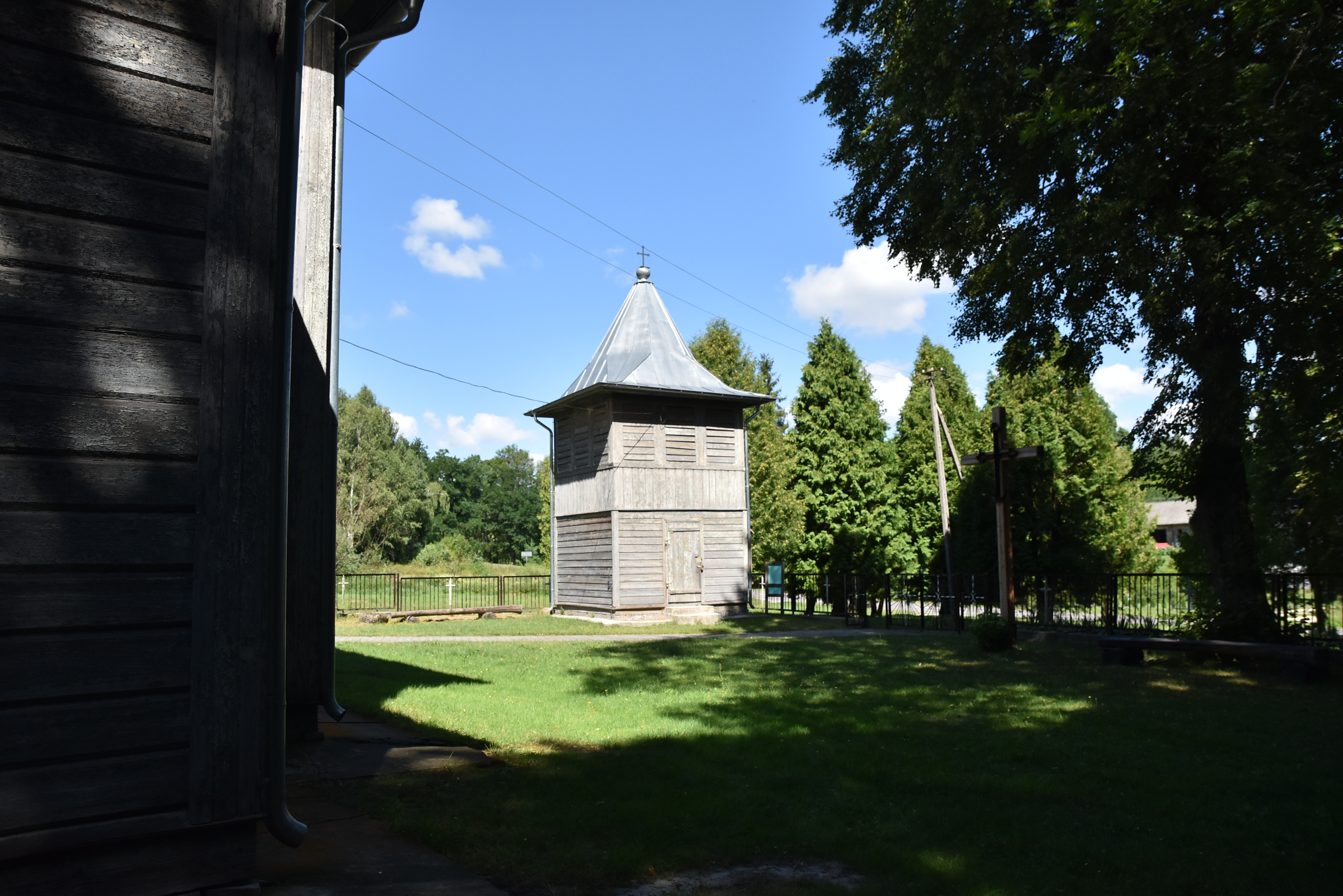
Прицерковна дзвінниця

1749 року вперше згадується унійна церква в селі.
За даними етнографічної експедиції 1869—1870 років під керівництвом Павла Чубинського, у селі переважно проживали польськомовні римо-католики, меншою мірою — українськомовні греко-католики.
У селі знаходиться колишня греко-католицька, а потім православна церква Покрови Богородиці, яка була в час ревіндикації забрана у місцевої громади і передана римо-католикам.
За німецької окупації 1939—1944 років в Суховолі та Потічку діяла українська школа.
У 1975—1998 роках село належало до Замойського воєводства.

## Населення
Демографічна структура станом на 31 березня 2011 року:
|          | Загалом | Допрацездатний вік | Працездатний вік | Постпрацездатний вік |
| -------- | ------- | ------------------ | ---------------- | -------------------- |
| Чоловіки | 93      | 16                 | 67               | 10                   |
| Жінки    | 100     | 16                 | 48               | 36                   |
| Разом    | 193     | 32                 | 115              | 46                   |

## Особистості

### Народилися
- Юрій Князь (нар. 1937) — український майстер різьблення на дереві[7].